# Marie Brun
Marie Henriette Joséphine Brun (Torino, 2 febbraio 1858 – Parigi, 30 ottobre 1935) è stata una golfista francese.
Partecipò ai Giochi olimpici del 1900 di Parigi nel torneo golfistico femminile, dove giunse decima.